# Kate Liu

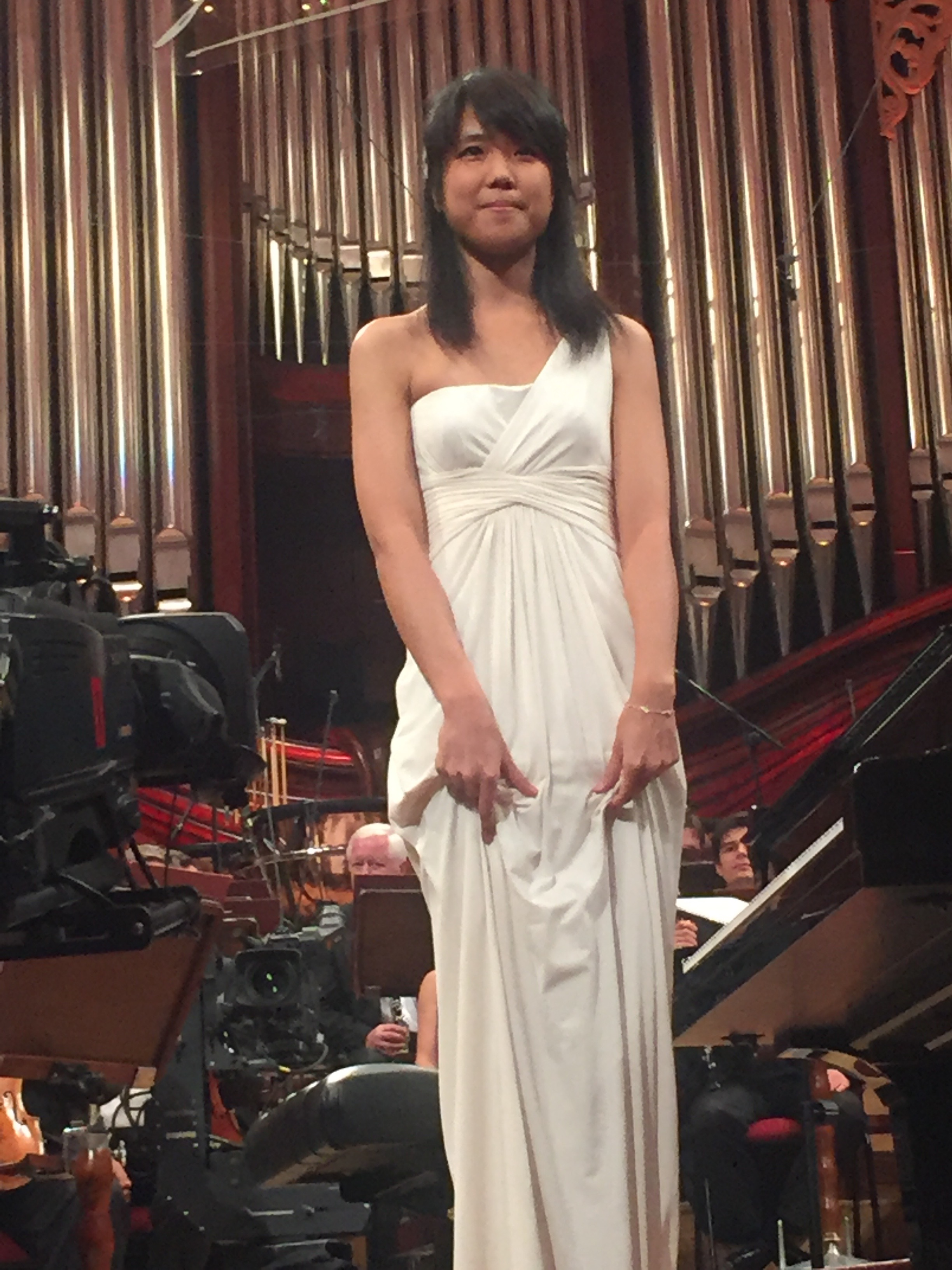
Kate Liu, Warschau 2015

Kate Liu (* 23. Mai 1994 in Singapur) ist eine US-amerikanische Pianistin.

## Leben
Kate Liu wurde 1994 in Singapur geboren. Sie erhielt mit vier Jahren ihren ersten Klavierunterricht und zog als Achtjährige mit ihrer Familie in die Vereinigten Staaten. Ab 2004 nahm sie Unterricht am Music Institute of Chicago. Seit 2012 studiert sie Klavier am Curtis Institute of Music in Philadelphia. Beim Internationalen Chopin-Wettbewerb 2015 in Warschau gewann Liu den 3. Preis. Sie lebt in Winnetka (Illinois).